# 爱德华·默罗
爱德华·罗斯科·默罗（英語：Edward Roscoe Murrow；出生名埃格伯特·罗斯科·默罗 (Egbert Roscoe Murrow)；1908年4月25日—1965年4月27日），美国广播新闻界的一代宗师，新闻广播史上的著名人物，CBS的著名播音员。

## 生平

### 早年
默罗于1908年4月25日生于格林斯伯勒。他是三兄弟中最小的一个。6岁的时候举家迁到斯卡吉特县。早年就读于华盛顿州立大学。他擅长演说，是个出色的演说家，还热衷于戏剧。此外还写得一手优雅而严谨的文章，这都为以后其在广播事业上的发展，提供了必要条件。在大学期间，他就赢得广泛拥戴，被推举为全国学生联主席。
1935年，默罗加入哥伦比亚广播公司，成为一名广播记者。从此默罗的名字，几乎一直与CBS联系在了一起。

### 成名
1937年，希特勒日益加紧扩军备战，欧洲局势日益紧张。CBS主管新闻部的副总经理，觉得有必要选派一名记者去主持CBS欧洲记者站。起初虽然不愿从总部放走默罗，但最终经过一番考虑，觉得最合适的人还是默罗。于是，29岁的默罗受命成为伦敦欧洲记者站的负责人。
默罗到达欧洲后，为了能够顺利开展工作，决定先物色一名得心应手的助理。经过一番观察和挑选，原为赫斯特报系新闻社的记者威廉·L.夏勒(William L.Shirer)成为他的助手。
1938年3月，默罗从伦敦赶到华沙，筹办一个文化节目，夏勒也到维也纳为这个节目奔忙。正值此时，希特勒开始武装进占奥地利。夏勒得到消息后立即从维也纳给默罗挂电话，用暗语表示德军正在越过德奥边境，向维也纳逼近。默罗大吃一惊，指示夏勒立即飞回伦敦，准备向国内报道这一重大新闻。随后，默罗用一千美金包下一架27座的客机，独自直飞维也纳。
1938年3月12日，默罗在德军进占维也纳的同时，向美国听众广播了他的第一篇战争报道：

我是爱德华·默罗，此刻正从维也纳报道。现在是凌晨2点30分，希特勒本人还未到市内。看来，没有人知道他会在什么时候到这儿。但是绝大多数人预料他会在明早10点之后的某一时刻到达......我是几小时前乘飞机从华沙取道柏林来这儿的。从飞机上鸟瞰维也纳，我发现她跟从前没有两样。但是维也纳确实有所变化......人们在这里把武器举得要比柏林高一些，而且，人们说起“嗨，希特勒”这样字眼声音也要高一些。......年轻的纳粹冲锋队员乘车在街道四周游荡。他们乘着军用卡车、各种型号的装甲车，唱着歌，向人群投扔桔子皮。几乎所有的重要的大楼都设有武装警卫，包括我现在临时广播的这座楼房。整个城市有一种断定要发生某种事情的迹象，每个人都在等待着，想知道希特勒在什么地方，什么时候会到达这里。

这次报道被视为广播史上的第一次“现场直播”。给人留下了深刻印象。此后，默罗和夏勒默契配合，又进行了一系列出色的广播报道，推动了奉行“孤立主义”的美国听众越来越对欧洲事务关心，从而把美国同欧洲在心理上联为一体。
除了夏勒，默罗在二战爆发前后还物色了一大批才华横溢的广播记者组。其中包括《纽约时报》一战时的名记者埃尔默·戴维斯、埃里克·塞瓦赖德(Eric Sevareid)、查尔斯·科林伍德(Charles Collingwood)、霍华德·K.史密斯(Howard K.Smith)等。美国《电视明星》一书，在提到默罗这个报道班子之时写道：“是一个非凡的、有教养的、才华横溢的群体，可以毫不夸张地说，是他们肇始了无线电广播报道的艺术。”
1940年不列颠空战时期，“这里——是伦敦......”(This is London...)的广播报道非常成功，也成为了默罗的广播风格标志。默罗的报道总是尽可能的贴近战争一线，让听众听到隆隆的飞机声、爆炸声等一切与轰炸场景有关的元素，为美国听众提供了一种身临其境的战火体验。
1941年莫罗回国，公司为他举行盛大晚宴，12月7日，被邀请到白宫与罗斯福共进晚餐。

### 战后
二战结束后，CBS的老板威廉·佩利提升默罗为CBS负责新闻事务的副总经理。由于不懂预算，而且总是不忍心解雇不称职的人员，两年后默罗主动辞去职务。
1947年，默罗重操旧业，继续广播记者的工作。每晚为CBS播报新闻。由于他在伦敦的报道令人印象深刻，于是他延续听众耳熟能详的“这里——是伦敦......”风格，稍加改动，变为“这里——是新闻”(This is the news.)，作为每晚广播的开始语。
1950年代，默罗已经成为全美最红的广播记者和播音员。1951年，CBS开办了第一个电视纪录片节目《现在请看》(See It Now)（1958年停播）由默罗与其制片人弗雷德W.弗兰德利(Fred W.Friendly)主持。默罗开始登上电视荧屏。默罗的崇高声望及其在《现在请看》的精彩报道，开创了电视新闻时代。由此默罗不仅被奉为广播记者的一代宗师，同时也被誉为电视新闻的先驱。

### 与麦卡锡的斗争
在麦卡锡主义风行的战后时代，默罗自觉不自觉地保护了手下一批“左翼分子”和被扣上红帽子的工作人员，并在此后与麦卡锡主义展开较量，为他赢得更多的赞誉和钦佩。1954年3月9日的那次《现在请看》，成为美国电视史上最有争议性的播出之一。出于对麦卡锡主义的憎恶，默罗表示了自己的质疑。

1953年，默罗又开始主持他的第二个电视人物专访节目《面对面》(Person to Person)。《面对面》从开办到1959年停播，节目邀请过500多位嘉宾，包括前总统杜鲁门、极富个性的五星上将麦克阿瑟、苏联领导人赫鲁晓夫、甚至还有性感明星玛丽莲·梦露等。因此《面对面》也成为当时收视率最高的十大电视节目之一。
1961年，肯尼迪邀请他出任美国新闻署(USIA)署长，适逢默罗对于电视的商业性质以及电视新闻本身陷入收视率争夺战的种种迹象大失所望，默罗走马上任。由于疾病原因，1963年12月辞职退休。
1965年4月，刚过完57岁生日的默罗因癌症去世。

## 家庭
妻子：珍妮特·默罗（Janet Murrow）

## 评价和影响
曾任VOA台长、后任NBC新闻评论员，普利策奖的获得者约翰·钱塞勒对其做出这样的评价：“默罗是个很有才干的人，他天生具有新闻报道的灵感和历史感，又是才华出众的作家。每一代人中都会有一些出色的人才，他们完美地集人格、才干和毅力于一身。”
時代雜誌的一篇封面报道，甚至把他描绘为圣徒。
莫罗曾告诉年轻记者：“广播没有别的技巧，唯一的技巧就是当你广播的时候，你想着你是到了一个酒吧，喝了两杯后，向你的朋友谈论今天发生了什么，用这样的语气来广播，你的听众一定爱听。”——莫罗朴实无华的报道风格被认为是他成功要诀之一。